# Liste der Kulturdenkmale in Oberreichenbach (Brand-Erbisdorf)
In der Liste der Kulturdenkmale in Oberreichenbach sind die Kulturdenkmale des Brand-Erbisdorfer Ortsteils Oberreichenbach verzeichnet, die bis August 2022 vom Landesamt für Denkmalpflege Sachsen erfasst wurden (ohne archäologische Kulturdenkmale). Die Anmerkungen sind zu beachten.
Diese Aufzählung ist eine Teilmenge der Liste der Kulturdenkmale in Brand-Erbisdorf.

## Liste der Kulturdenkmale in Oberreichenbach
| Bild                                    | Bezeichnung | Lage                         | Datierung | Beschreibung | ID       |
| --------------------------------------- | --- | ---------------------------- | --- | --- | -------- |
| Direkt Bild zu diesem Denkmal hochladen | Wohnstallhaus (vermutlich altes Wohnstallhaus), Seitengebäude (vermutlich ehemals Auszugshaus) und Scheune eines Vierseithofes | Am Dorfbach 2 (Karte)        | Um 1800 (altes Wohnstallhaus); 1. Hälfte 19. Jahrhundert (Seitengebäude); 2. Hälfte 19. Jahrhundert (Scheune) | Stattliche Hofanlage mit drei weitgehend im ursprünglichen Aussehen erhaltenen Gebäuden. Einziger authentisch erhaltener Vierseithof des Dorfes, bestehend aus den nachfolgend beschriebenen Gebäuden: - Wohnstallhaus: Erdgeschoss massiv, Sandsteingewände, Eingang mit zweiflügeliger Haustür, Obergeschoss Fachwerk teils verbrettert, teils verschiefert, Fenster mit Sprossung, Satteldach, Schieferdeckung - Seitengebäude: zweigeschossig, Erdgeschoss massiv, zum Teil verändert, Obergeschoss Fachwerk verbrettert, ein Giebel verbrettert, der andere verschiefert, zum Teil Fenster mit Sprossung, großes Holztor, Satteldach - Scheune: massiv, eingeschossig mit Drempelgeschoss, Segmentbogentore, am Giebel drei hohe Rundbogenfenster, profilierte Traufe, Satteldach - Wohnhaus: zweigeschossiger Putzbau, baulich stärker verändert, kein Denkmal (zu sehr verändert) Als einziger Vierseithof mit weitgehend original erhaltenen Wohn- und Wirtschaftsgebäuden des Dorfes, prägt dieser Hof das Ortsbild maßgeblich. Eindrucksvoll lassen sich die Wohn- und Wirtschaftsbedingungen des 19. Jahrhunderts, der Entstehungszeit der Hofgebäude, nachvollziehen. Außerdem sind die Gebäude wichtige Zeugnisse ländlichen Bauhandwerks des 19. Jahrhunderts. Der Denkmalwert der drei als Kulturdenkmal ausgewiesenen Gebäude ergibt sich danach aus deren bau- und sozialgeschichtlichen sowie ortsbildprägenden Bedeutung | 08991244 |
| Direkt Bild zu diesem Denkmal hochladen | Wohnstallhaus eines ehemaligen Vierseithofes                                                                                   | Am Dorfbach 7 (Karte)        | 18. Jahrhundert                                                                                               | Regionaltypisches Bauernhaus mit Fachwerk im Obergeschoss, stattliche Kubatur. Erdgeschoss massiv, teils verändert, Sandsteintürgewände mit gerader Verdachung, Giebelseiten massiv, Traufseite Fachwerk, verbrettert, Satteldach. | 08991245 |
| Direkt Bild zu diesem Denkmal hochladen | Bauernhaus eines Vierseithofes                                                                                                 | Am Dorfbach 12 (Karte)       | 1. Hälfte 19. Jahrhundert                                                                                     | Regionaltypisch mit Fachwerk im Obergeschoss, von baugeschichtlichem und ortsbildprägendem Wert. Erdgeschoss massiv, Sandsteingewände, Eingänge mit profilierter Verdachung, Giebelseiten massiv, verkleidet, Fachwerk verbrettert, Krüppelwalmdach, im Stallteil Gewölbe mit Sandsteinstützen. | 08991246 |
| Direkt Bild zu diesem Denkmal hochladen | Gasthof Oberreichenbach | Am Dorfbach 15 (Karte)       | Bezeichnet mit 1859                                                                                           | Beispiel der älteren Landgasthöfe mit Fachwerk-Obergeschoss, trotz Veränderungen von baugeschichtlichem und ortsgeschichtlichem Wert. Zweigeschossig, Erdgeschoss verputzt, Eingang mit Sandsteingewände mit Verdachung, zum Teil Fenster vergrößert, vermutlich etwas gedämmt, Krüppelwalmdach. | 08991309 |
| Direkt Bild zu diesem Denkmal hochladen | Ehemalige Schule und Bethaus mit Ausstattung (alte Kirchschule)                                                                | Am Dorfbach 24 (Karte)       | Um 1870 | Landschaftstypischer Kombinationsbau von Schule und Kirche, Putzbau mit zentralem Dachreiter, baugeschichtlich und ortsgeschichtlich von Bedeutung. Zweigeschossig, massiv, Eingang und Fenster im Erdgeschoss mit Rundbogen, zum Teil originale Kastenfenster, Walmdach, Schmalseite mit Dachhaus mit drei Rundbogenfenstern, einachsiger Mittelrisalit an jeder Seite, Dachreiter mit Glocke auf quadratischem Unterbau mit flachem Zeltdach, linker Gebäudeteil als Kirchenraum genutzt, Altar, Kanzel, Orgel und Empore erhalten. | 08991247 |
| Direkt Bild zu diesem Denkmal hochladen | Kriegerdenkmal Erster Weltkrieg                                                                                                | Am Dorfbach 24 (vor) (Karte) | 1922/23 | Ortshistorische Bedeutung. Grob behauener Sandstein mit Relief: Eisernes Kreuz umrahmt von Eichenlaubkranz und Lorbeergirlande. Weiterhin ovale geschliffene Inschrifttafel mit Inschrift „Die Helden tot. Das Volk in Not. 1914 – 18“, darunter Namen der Gefallenen und „Ihren Helden zur Ehre. Die dankbare Gemeinde“. Gedenkstein der Gemeinde für die im Ersten Weltkrieg gefallenen aus der Gemeinde stammenden Soldaten und Offiziere. Gedenkstein von ortsgeschichtlichem Wert. | 08991248 |
| Direkt Bild zu diesem Denkmal hochladen | Wohnhaus und Scheune eines Bauernhofes                                                                                         | Am Dorfbach 29 (Karte)       | Mitte 19. Jahrhundert                                                                                         | Regionaltypisches ländliches Wohnhaus mit Fachwerk-Obergeschoss und Fachwerkscheune von baugeschichtlichem Wert. - Wohnhaus: Erdgeschoss massiv, Eingang Sandsteingewände mit gerader Verdachung, Fenster mit Sprossung, Obergeschoss mit Kniestock, teils verbrettert, teils verkleidet, Satteldach, eine Giebelseite massiv, traufständig zur Straße - Scheune: Holzkonstruktion verbrettert, Fenster mit Sprossung, Satteldach, Schieferdeckung, giebelständig zur Straße | 08991250 |
| Direkt Bild zu diesem Denkmal hochladen | Ehemaliges Wohnstallhaus eines Dreiseithofes                                                                                   | Am Dorfbach 44 (Karte)       | 2. Hälfte 19. Jahrhundert                                                                                     | Bauernhaus mit Fachwerk-Obergeschoss von baugeschichtlichem Wert. Erdgeschoss massiv, Natursteingewände, Türen mit profilierter Verdachung, Obergeschoss vermutlich Fachwerk, verkleidet, Satteldach, Schieferdeckung. | 08991251 |

## Ehemaliges Denkmal
| Bild                                    | Bezeichnung                     | Lage                   | Datierung       | Beschreibung | ID       |
| --------------------------------------- | ------------------------------- | ---------------------- | --------------- | --- | -------- |
| Direkt Bild zu diesem Denkmal hochladen | Wohnstallhaus eines Bauernhofes | Am Dorfbach 46 (Karte) | 18. Jahrhundert | Regionaltypisches Bauernhaus mit Fachwerk-Obergeschoss von baugeschichtlichem Wert. Erdgeschoss massiv, verändert, Stall mit Garage, Obergeschoss Holzkonstruktion intakt, teils verbrettert, teils verkleidet, Satteldach, Schieferdeckung, Ladegaupe. Zwischen 2022 und 2024 aus der Denkmalliste gestrichen. | 08991252 |

## Tabellenlegende
- Bild: Bild des Kulturdenkmals, ggf. zusätzlich mit einem Link zu weiteren Fotos des Kulturdenkmals im Medienarchiv Wikimedia Commons. Wenn man auf das Kamerasymbol klickt, können Fotos zu Kulturdenkmalen aus dieser Liste hochgeladen werden:
- Bezeichnung: Denkmalgeschützte Objekte und ggf. Bauwerksname des Kulturdenkmals
- Lage: Straßenname und Hausnummer oder Flurstücknummer des Kulturdenkmals. Die Grundsortierung der Liste erfolgt nach dieser Adresse. Der Link (Karte) führt zu verschiedenen Kartendiensten mit der Position des Kulturdenkmals. Fehlt dieser Link, wurden die Koordinaten noch nicht eingetragen. Sind diese bekannt, können sie über ein Tool mit einer Kartenansicht einfach nachgetragen werden. In dieser Kartenansicht sind Kulturdenkmale ohne Koordinaten mit einem roten bzw. orangen Marker dargestellt und können durch Verschieben auf die richtige Position in der Karte mit Koordinaten versehen werden. Kulturdenkmale ohne Bild sind an einem blauen bzw. roten Marker erkennbar.
- Datierung: Baubeginn, Fertigstellung, Datum der Erstnennung oder grobe zeitliche Einordnung entsprechend des Eintrags in der sächsischen Denkmaldatenbank
- Beschreibung: Kurzcharakteristik des Kulturdenkmals entsprechend des Eintrags in der sächsischen Denkmaldatenbank, ggf. ergänzt durch die dort nur selten veröffentlichten Erfassungstexte oder zusätzliche Informationen
- ID: Vom Landesamt für Denkmalpflege Sachsen vergebene, das Kulturdenkmal eindeutig identifizierende Objekt-Nummer. Der Link führt zum PDF-Denkmaldokument des Landesamtes für Denkmalpflege Sachsen. Bei ehemaligen Kulturdenkmalen können die Objektnummern unbekannt sein und deshalb fehlen bzw. die Links von aus der Datenbank entfernten Objektnummern ins Leere führen. Ein ggf. vorhandenes Icon  führt zu den Angaben des Kulturdenkmals bei Wikidata.